# Котор (тврђава у Црној Гори)
Которска тврђава (лат. Acruvium, Декатера (византијски назив)) представља тврђаву која се уздиже високо на стенама изнад утврђеног старог града на обали мора. Данас постоје масивне рушевине које се уздижу изнад данашњег Котора. Под заштитом је Унеска од 2017. године.

## Прошлост града
Град се од 11. века налази у саставу српске државе у Зети током Михајлове владавине, а потом 1181. године прелази у руке Немањића. После 1370. године градом овладава прво мађарски краљ Лудвиг/Лајош, а потом и српски краљ Твртко I. Млечани га освајају 1420. године и он ће остати у саставу државе светог Марка до њене пропасти под Наполеоном.

## Галерија
- Положај Котора
- Положај Котора и стање посједа 1441. године (по продору С. В. Косаче у Зету).
- Kotorski bedem.
- Которски бедем